# Boukoki (Niamey)
Boukoki est un quartier de Niamey Au Niger et il y a encore comme sous-quartier.

## Géographie
Le quartier est situé au nord du centre-ville historique de Niamey. Il est composé administrativement de quatre quartiers (quartiers) : Boukoki I, Boukoki II et Boukoki III dans l'arrondissement de Niamey II et Boukoki IV dans l'arrondissement de Niamey III. Les quatre quartiers comptent 50 415 habitants au recensement de 2012. 
Boukoki est l'un des quartiers les plus pauvres de la ville avec de nombreux mendiants et est considéré comme l'un des quartiers les plus dangereux de Niamey en termes d'agressions et de vols.
Le schéma standard pour les noms de rue dans le quartier est Rue BK 1, où la rue en français est suivie de l'abréviation BK pour Boukoki et enfin d'un numéro. Cela fait suite à un projet de dénomination des rues de Niamey datant de 2002, dans le cadre duquel la ville a été divisée en 44 zones, chacune ayant son propre code alphabétique,.

## Histoire
Le quartier a été créé en 1946 en tant que cité de paillotes par des immigrés ruraux en quête de travail qui ne pouvaient pas se permettre de se loger dans le centre-ville. 
Le toponyme Boukoki signifie "paillotes". De multiples immigrés haoussa d'Ader, dans le centre du Niger, se sont installés ici. Les incendies étaient fréquents. Lors d'un incendie le 19 mars 1969, le troisième cette année-là, 205 paillotes ont été détruites.
Dans les différents quartiers, des cités d'habitation remplaçant les paillotes des débuts se sont finalement formées pour les immigrés de l'intérieur du pays. Certains se sont installés dans la capitale en raison de la mauvaise situation alimentaire dans les campagnes[réf. nécessaire]. 
La première école primaire publique, l'École primaire de Boukoki I, a été créée en 1971. 
De 1978 à 1988, Boukoki a été l'un des quartiers de Niamey qui a connu la plus forte croissance. Avec la division de Niamey en cinq districts en 1979, Boukoki a fait partie du 2e district, qui a fusionné en 1989 avec le 1er district dans la commune partielle de Niamey I, qui a elle-même été dissoute sous sa forme actuelle en 1996,.